# イヴァン・ニールセン
イヴァン・ニールセン（Ivan Nielsen, 1956年10月9日 - ）は、デンマーク・フレデリックスベル出身の元サッカー選手で指導者。ポジションはDF、サッカーデンマーク代表では1986年のワールドカップメキシコ大会での3試合を含め、51試合に出場した。
PSV時代にはエールディヴィジ3連覇、1987-88シーズン、チャンピオンズカップ決勝ではPK戦でPKを成功させ、SLベンフィカを破り優勝を果たした。

## タイトル
フェイエノールト
- エールディヴィジ : 1983-84
- KNVBカップ : 1979-80, 1983-84

PSV
- UEFAチャンピオンズカップ : 1987-88
- エールディヴィジ : 1986–87, 1987–88, 1988–89
- KNVBカップ : 1987–88, 1988–89, 1989–90

FCコペンハーゲン
- デンマーク・スーペルリーガ : 1992-93